# Train d'extinction et de sauvetage

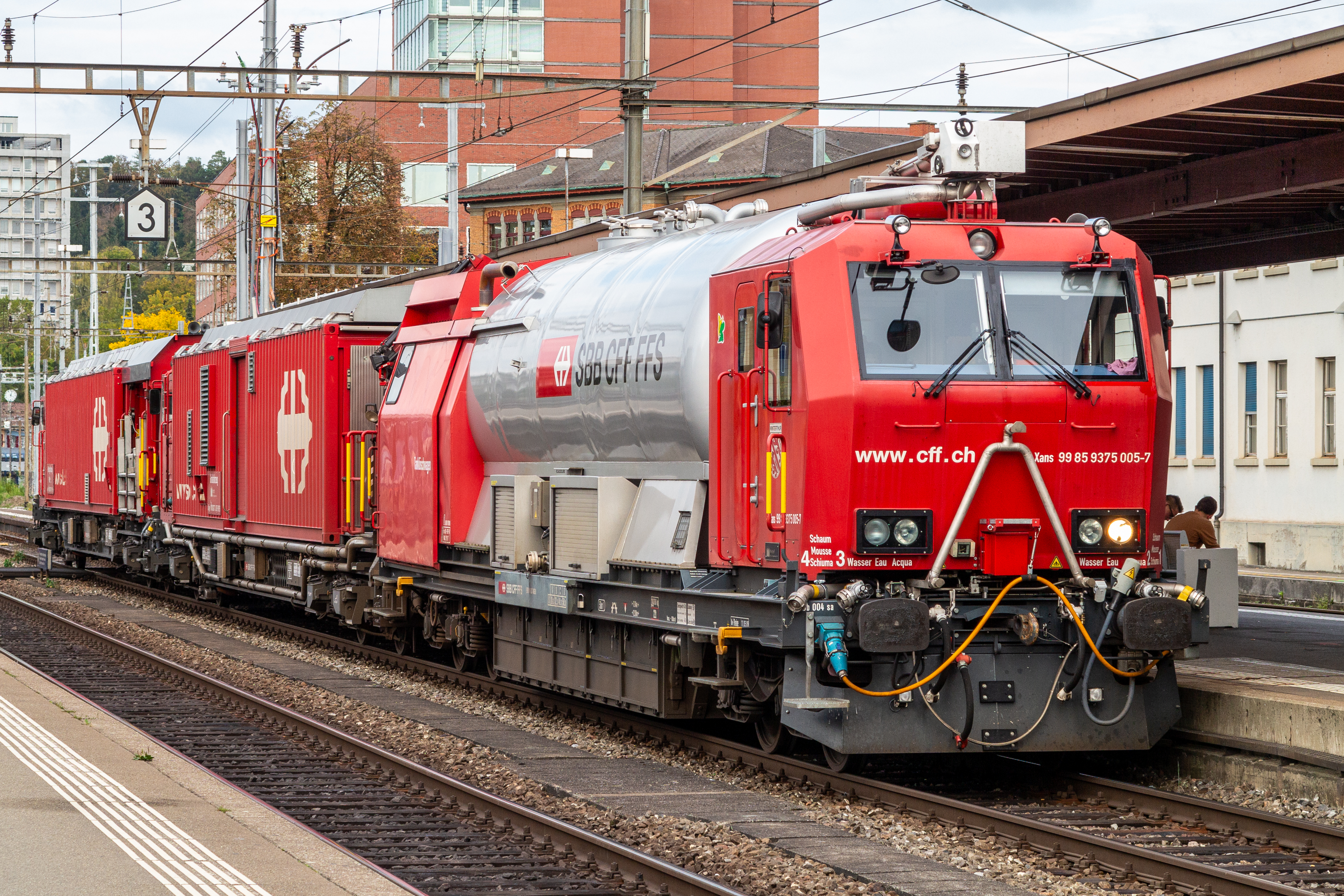
Train d'extinction et de sauvetage (TES 08) à Winterthur

Les trains d’extinction et de sauvetage (TES) des Chemins de fer fédéraux suisses (CFF) sont composés de trains de lutte contre l'incendie spéciaux destinés à la lutte contre les incendies, le sauvetage de différents types et le dépannage.
Les TES sont nommés Lösch- und Rettungszügen (LRZ) en allemand et Treno di spegnimento e salvataggio (TSS) en Italien. Ces trains sont constitués d'un véhicule d'extinction, d'un véhicule matériel et d'un véhicule de sauvetage, auxquels un wagon de secours peut être rajouté en cas de déraillement.
En 2023, les CFF utilisent 17 trains de sauvetage : 1 × TES 04, 8 × TES 08, 2 × TES 14 et 6 × TES 18. En raison de nouvelles exigences en matière de sécurité, les derniers TES ont été commandés par les CFF dès 2018 (TES 18).
Les TES sont exploités par CFF Intervention, une organisation professionnelle d’intervention disponible 24 heures sur 24 avec 16 sites dans toute la Suisse. Plus de 7000 missions par an sont effectués par ses 340 collaboratrices et collaborateurs.
Des trains d'extinction et de sauvetage sont également exploités par le BLS (1 x TES 04), le Matterhorn-Gotthard Bahn (2 x TES) et les Chemins de fer rhétiques (2 x TES).
Des trains de sauvetage trimodal ont également été commandés à Stadler Rail par les chemins de fer autrichiens en 2024 pour ÖBB-Infrastructure AG (ÖBB). Stadler livrera 18 unités multiples d'incendie et de sauvetage multifonctionnelles

## Variantes

### TES 76

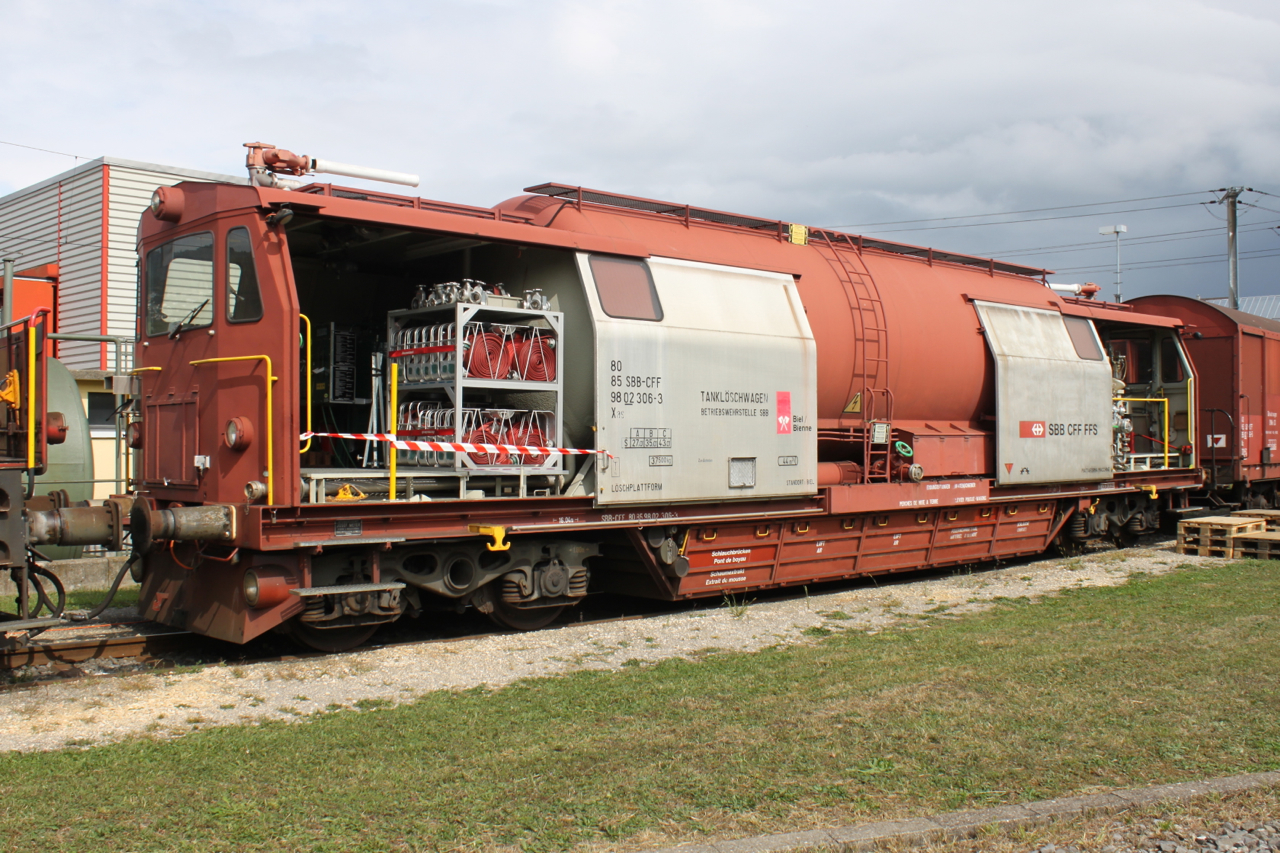
Véhicule d'extinction d'un TES 76 à Bienne en 2009

Depuis 1964, un train d'extinction et de sauvetage composé de deux wagons, était stationné à Göschenen, prêt à intervenir sur la ligne du Gothard. En 1970, à la suite de cette expérimentation, les CFF étudièrent le développement d'un matériel plus performant. En 1976, dix nouveaux trains ont été livrés et répartis sur divers lieux de stationnement en Suisse, le choix est fait en fonction des risques d'incendie ou d'accidents comme les tunnels, les raffineries ou d'autres points exposés à des dangers particuliers. Entre 25 et 30 agents ont été formés à leur utilisation.
Ces trains ont été mis en service en 1976. D'un coût de 2,5 millions de francs, ils comportaient un wagon d'extinction à quatre essieux, un wagon matériel et agrès, également pour la défense hydrocarbure, un wagon de sauvetage. Ces trains n'étant pas autonomes, des locomotives de manœuvre de type CFF Am 843, CFF Am 841, Bm 6/6, Bm 4/4 sont utilisées. La vitesse maximale est de 100 km/h pour l'Am 843 et respectivement 75 km/h avec les autres machines.
Chaque rame emportait 44 000 litres d'eau, 1 000 litres d'extrait d'aéromousse et 1 000 Kg de poudre d'extinction. Un moteur diesel de 200 CV, entraînait une motopompe. Un compresseur pouvait fournir 1 000 litres d'air par minute. Du matériel sanitaire complétait les équipements du wagon de sauvetage.
L'un des constructeurs de ces trains était la société Joseph Meyer à Rheinfelden. Avec l'arrivée des nouveaux trains de sauvetage TES 96, la série TES 76 est retirée de l'exploitation dès 2009.

### TES 96

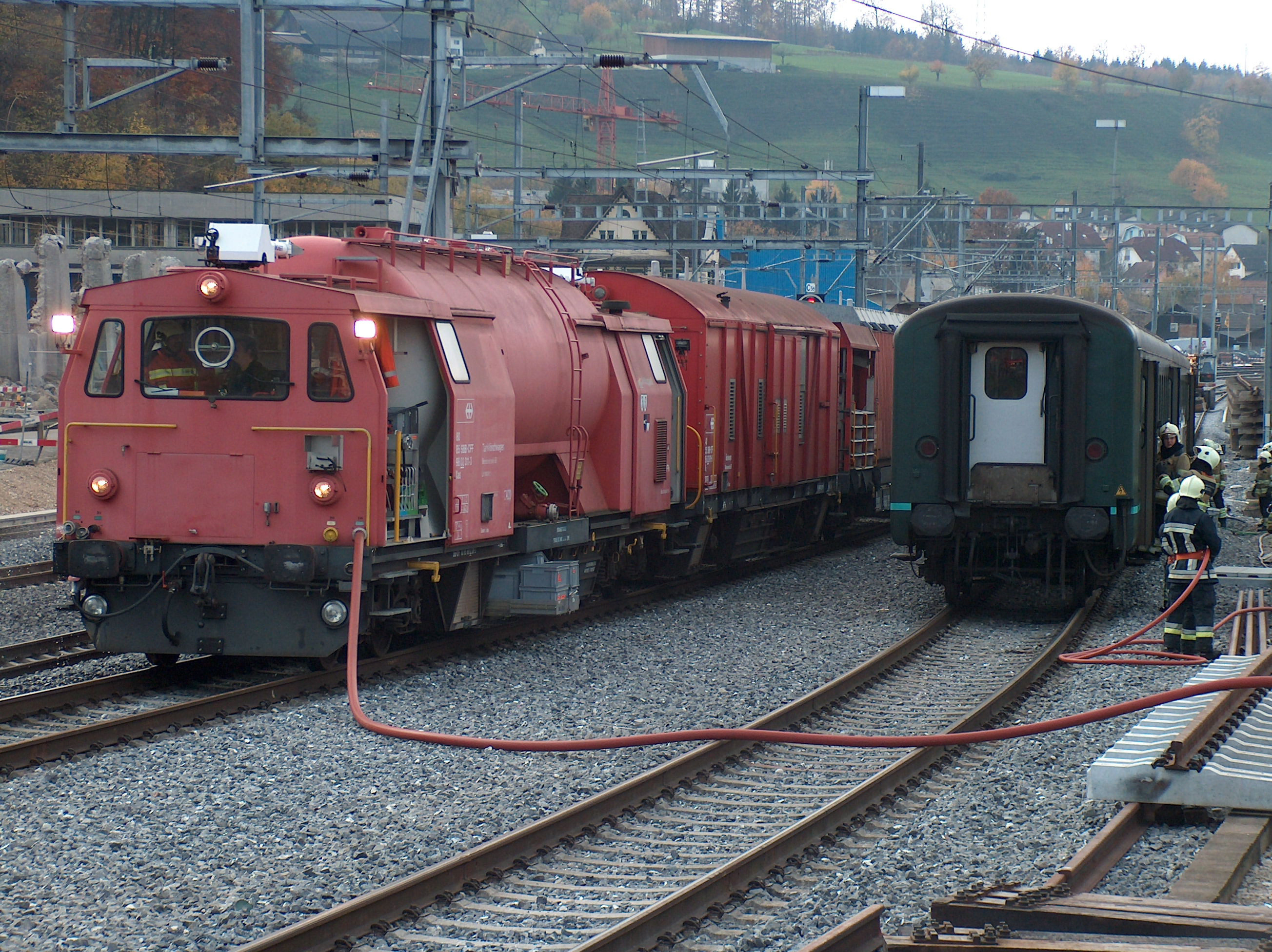
TES 96 à Lausen en 2008

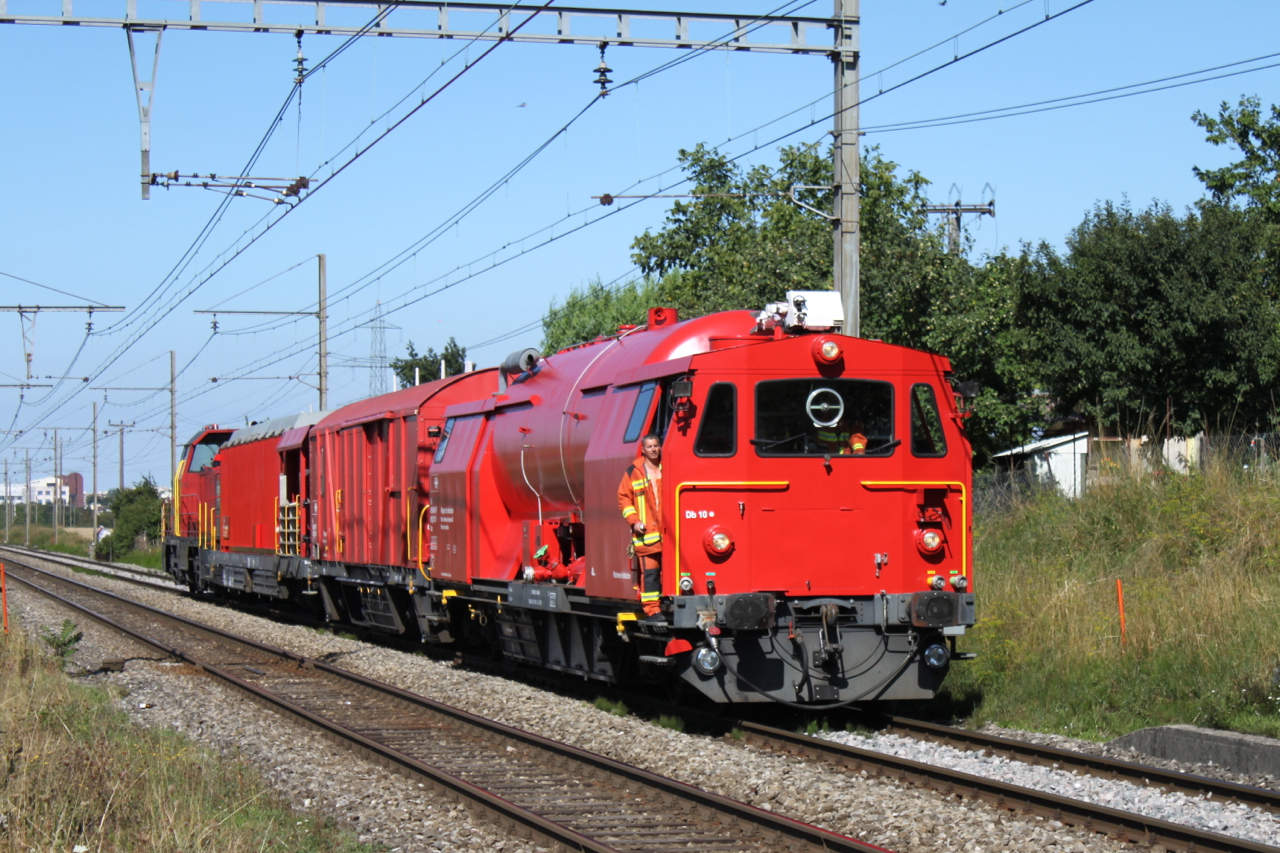
TES 96 à Satigny en 2009

Comme pour les TES 76, ces trains ne sont pas autonomes et sont donc tractés par des locomotives de type Am 843, Bm 6/6, Bm 4/4. Ils se composent d'un wagon d'extinction, un wagon matériel et agrès, un wagon de sauvetage. Les véhicules sont équipés de nombreuses installations de sécurité et de surveillance. Les réserves d'air sont de 760 000 litres. Elles suffisent pour 1 000 personnes durant trois heures.
Le véhicule d'extinction, d'une longueur de 16 mètres et de 36,970 tonnes, est construit par Joseph Meyer AG pour la structure du véhicule, de Vogt AG pour la technique d'extinction et Drägr Safety pour l'installation d'air respirable. Les deux canons à eau.
Le véhicule matériel, d'une longueur de 14,52 mètres et d'un poids 24 tonnes, est construit par Cataneo SA et Dräger Safety pour l'air respirable. Un groupe moteur/génératrice avec un moteur diesel, fournit le courant au wagon.
Le wagon de sauvetage construit par les mêmes entreprises que pour le véhicule matériel, est d'une longueur de 19.9 mètres pour une masse de 37.8 tonnes. Il est équipé pour la protection de la respiration étanche aux gaz, une réserve d'air d'environ 491 000 litres et possède des places pour 50 personnes.
Avec l'arrivée en 2018 de nouvelles rames de sauvetages TES 18, les TES 96 ont été retirées du service et, pour certaines vendues, comme véhicule d'occasion. En 2020, trois de ces rames ont été vendues en Norvège à Bane NOR.

### TES 18

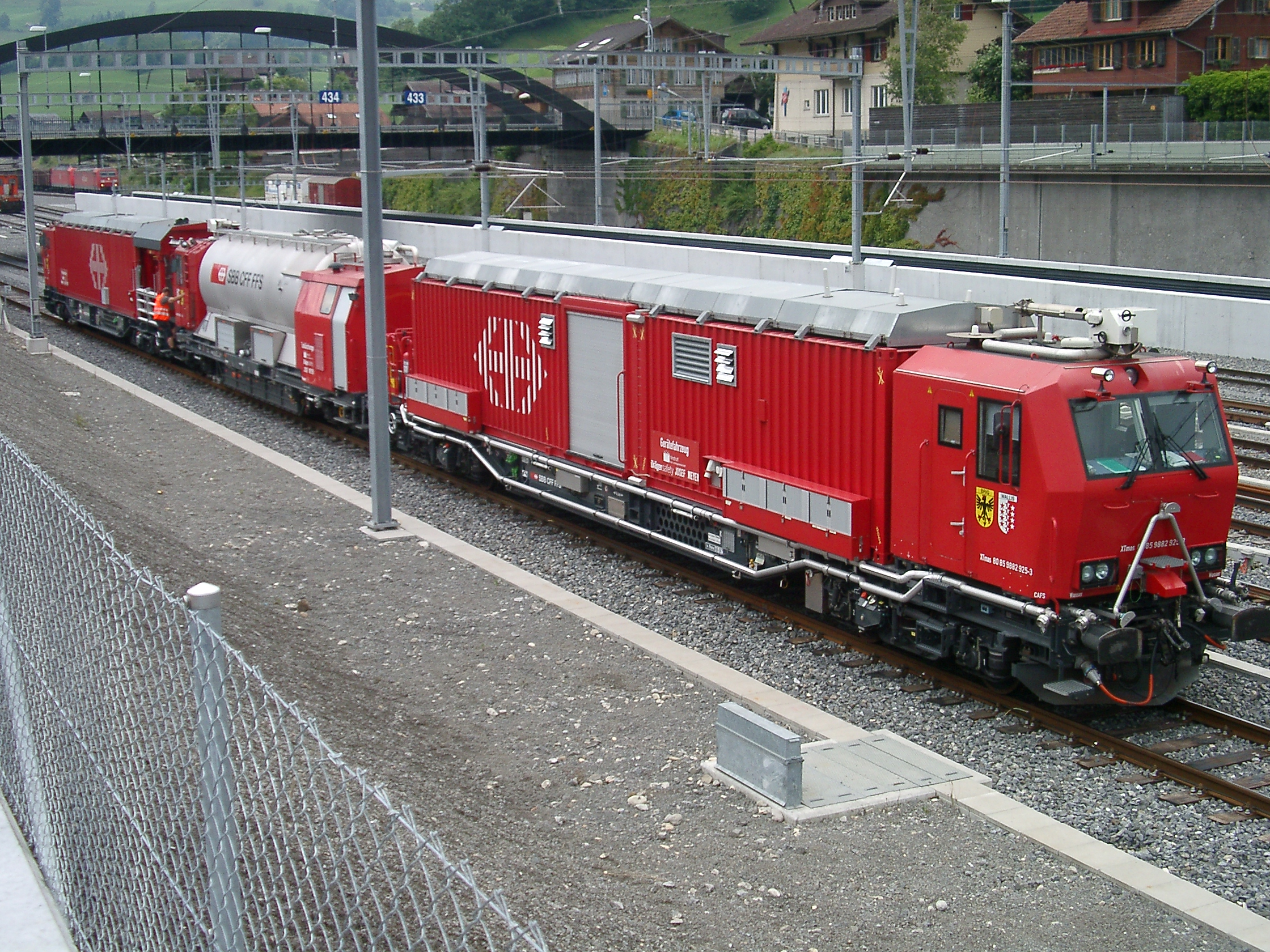
TES 04 en gare de Frutigen

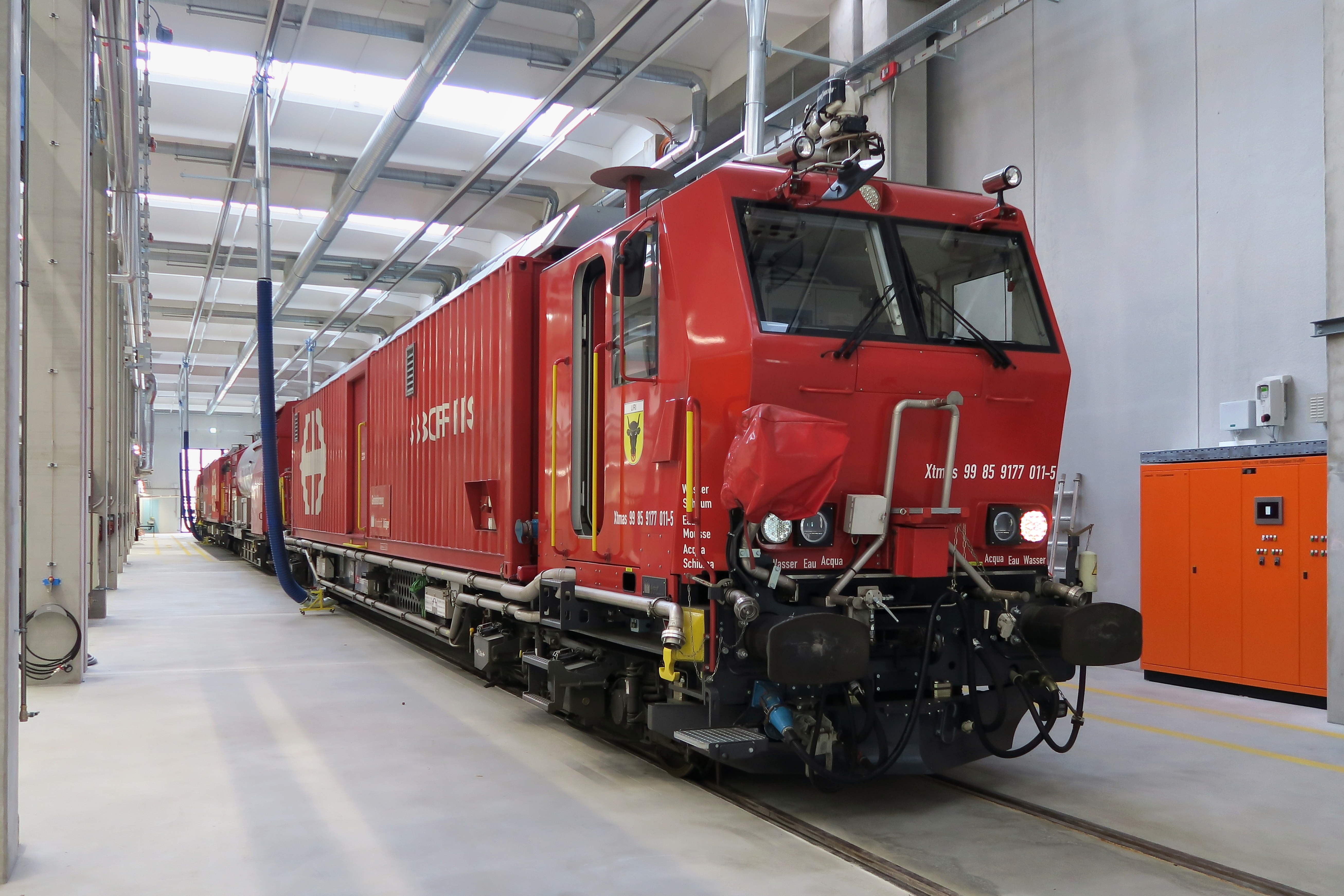
TES 14 Uri dans son garage à Erstfeld au portail nord du tunnel de base du Saint-Gothard en 2015.

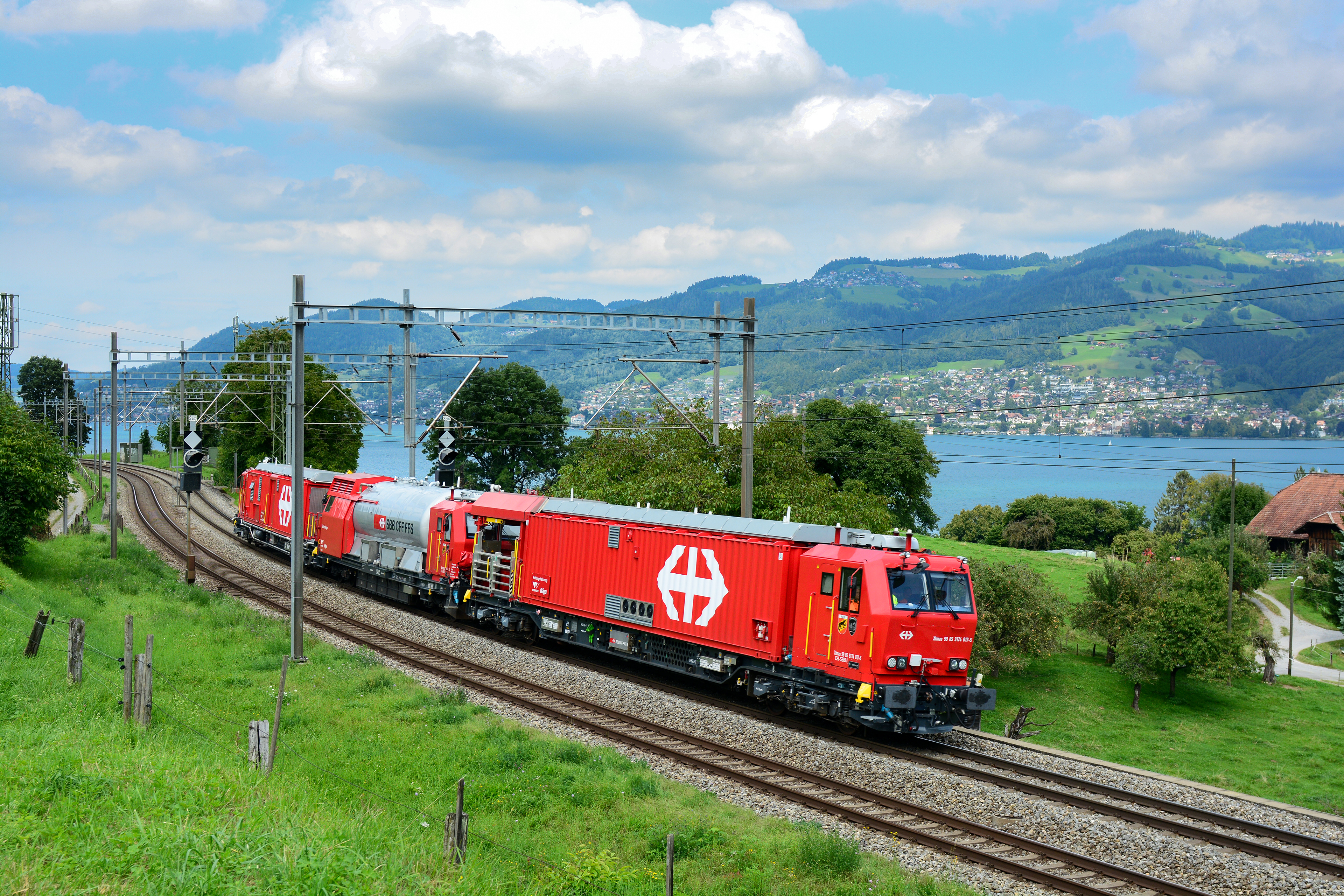
TES 18 Bern à Einigen en 2021.

Des trains autopropulsés de lutte contre les incendies et pour le sauvetage, sont en service depuis 2004. Le premier de cette nouvelle série est un TES 04 qui se compose d'un véhicule de sauvetage étanche au gaz, d'un camion de pompiers-citerne et d'un véhicule d'équipement. Ces véhicules sont alimentés par un moteur diesel avec turbocompresseur, d'une puissance de 135 kW, pour une vitesse maximale de 100 km/h. Les cabines du conducteur sont étanches et disposent d'une alimentation d'air respirable.
En 2006, le corps de sapeurs-pompiers des chemins de fer fédéraux suisses (CFF) fait l'acquisition de huit nouveaux trains d'extinction et de sauvetage (TES 08) d'un montant total de 69,5 millions de francs suisses. Ils sont une évolution du TES 04 et sont également construits par le consortium Windhoff Bahn- und Anlagentechnik, Dräger Safety, Joseph Meyer et Vogt AG. La dernière livraison a eu lieu à l'automne 2010.
En 2014, les CFF commandent de nouvelles rames (TES 18) composées d'un véhicule d'extinction, d'un véhicule matériel et de deux véhicules de sauvetage. La propulsion des rames est assurée par des moteurs diesel turbo avec filtre à particules, conforme aux normes d'émission, EU IIIA, d'une puissance unitaire de 390 kW. Ces trains peuvent rouler à 100 km/h et remorquer des trains de 940 tonnes. Toutes les cabines des conducteurs peuvent être mises en surpression pour protéger les mécaniciens des fumées.
Selon le lieu d'attribution, ces trains peuvent être en trois ou quatre parties, tous sont équipés du Système européen de contrôle des trains (ETCS).
En 2021, 17 trains de nouvelle génération sont en service dans les seize sites des centres d'intervention des CFF.
Ces dernières rames sont construites par le consortium Windhoff Bahn- und Anlagentechnik, Dräger Safety, Joseph Meyer, Vogt AG.

## Sites d'attache des trains
Les trains d'extinction et de sauvetage (TES) des CFF sont gérés par la filiale CFF Intervention qui est une organisation professionnelle d’intervention et de sauvetage, localisée sur 16 sites (17 en 2016).

### CFF
| Lieu          | Année d'implantation | Type de train      | En service depuis | Ancien type de train                                     | Images | Remarques |
| ------------- | -------------------- | ------------------ | ----------------- | -------------------------------------------------------- | ------ | --- |
| Genève        | 1999                 | TES 18 Genève      | 2018?             | TES 96 (? - 2018?) TES 76 La Marmite, ex Brig (1998 - ?) |        | intervention sur les tunnels du Léman Express et en France jusqu'à Bellegarde et Annemasse.                                                   |
| Renens        | 2021                 | TES 08 Lausanne    | 2009              | Voir Lausanne                                            |        | Déplacé depuis Lausanne en 2021 afin de faire place au pôle muséal Plateforme 10. Intervention aussi du côté français du tunnel du Mont-d'Or. |
| Brigue        |                      | TES 18 Brig        |                   | TES 08 TES 04 TES 96 TES 76                              |        | pour les tunnels du Simplon, jusqu'à Iselle di Trasquera, du Lötschberg et du Lötschberg de base (intervention sud)                           |
| Berne         | 1996                 | TES 18 Bern        |                   | TES 08? TES 96                                           |        | |
| Bienne        |                      | TES 08 Biel/Bienne |                   | TES 96 TES 76                                            |        | interventions dans les cantons de Berne, Jura, Neuchâtel, Soleure et Bâle campagne.                                                           |
| Olten         |                      | TES 08 Olten       | Août 2009         | TES 96 TES 76                                            |        | Dernière TES 08 mise en service, 8 unités commandées en 2006                                                                                  |
| Bâle          | 1996                 | TES 08 Basel       |                   | TES 96 Füür Schluggerli                                  |        | |
| Brugg         | 2 mai 2006           | TES 08 Brugg       | 2008              | TES 76                                                   |        | |
| Zurich        | 1976?                | TES 18 Zurich      | 2018              | TES 08 TES 96 TES 76                                     |        | 2 véhicules de secours |
| Winterthur    | 1976?                | TES 18 Winterthur  | 2019              | TES 08 TES 76 ex-Rapperswil                              |        | + Hilfswagen |
| Saint-Gall    | 1976?                | St. Gallen         |                   | TES 76                                                   |        | St. Gallen St. Fiden avant 2021 |
| Rapperswil SG |                      | TES 08             |                   | TES 96 ( - 2018/9) TES 76                                |        | |
| Erstfeld      |                      | TES 14 Uri         |                   | TES 96 (→ 2009)                                          |        | notamment pour les tunnels du tunnel du Gothard et du Saint-Gothard de base (intervention nord). 2 véhicules de sauvetage.                    |
| Biasca        | Novembre 2015        | TES 14 Biasca      | -                 | Voir Bellinzone                                          |        | notamment pour les tunnels du tunnel du Gothard et du Saint-Gothard de base (intervention sud)                                                |
| Melide        | Janvier 2019         | TES 18 Melide      | -                 | Voir Chiasso                                             |        | Centrale d'intervention notamment pour le tunnel de base du Ceneri (intervention sud)                                                         |
| Rotkreuz      | Octobre 2013,        | TES 08 Risch       | 2015              | TES 76 (2013 - 2015)                                     |        | Second TES pour le Gothard en intervention nord                                                                                               |

### BLS, MGB, RhB
D'autres TES sont exploités par le BLS (1 x TES 04), le Matterhorn-Gotthard Bahn (2 x TES) et les Chemins de fer rhétiques (2 x TES).
| Compagnie | Lieu               | Année d'implantation | Type de train | En service depuis | Ancien type de train                                                                                        | Images | Remarques |
| --------- | ------------------ | -------------------- | --- | ----------------- | --- | ------ | --- |
| BLS       | Frutigen           | Juin 2007            | TES 04 (BLS) (de) Frutigen / Spiez | -                 | voir Spiez                                                                                                  |        | TES 04 avec 2 wagons de sauvetage, notamment pour les tunnels du Lötschberg et du Lötschberg de base (intervention nord). |
| MGB       | Oberwald           | 2019                 | TES : - véhicule d'extinction et de sauvetage (véhicule rail-route) - véhicule sanitaire - véhicule de transport de personnes (véhicule rail-route) | 2019              | |        | Positionné au portail Ouest du tunnel de base de la Furka |
| MGB       | Realp              | 2019                 | TES : - véhicule d'extinction et de sauvetage (véhicule rail-route) - véhicule sanitaire - véhicule de transport de personnes (véhicule rail-route) | 2019              | TES de 2012 : - véhicule d'extinction et de sauvetage - véhicule sanitaire - véhicule rail-route Meili (de) |        | Positionné au portail Est du tunnel de base de la Furka |
| RhB       | Klosters-Selfranga | 2022                 | LöReF Xm 2/4 : - véhicule d'extinction - véhicule de sauvetage                                                                                      | 2019              | TES de 1999 (de) avec locomotive de manœuvre                                                                |        | Positionné au portail Nord du tunnel de la Vereina. Dix véhicules rail-route (véhicules d'extinction et véhicules de secours) sont disponibles dans le cadre du concept de sécurité et de sauvetage à l'échelle du réseau (NSRK) des Rhb. |
| RhB       | Zernez             | 2022                 | LöReF Xm 2/4 : - véhicule d'extinction - véhicule de sauvetage                                                                                      | 2020              | TES de 1999 (de) avec locomotive de manœuvre à Susch                                                        |        | Positionné au portail Sud du tunnel de la Vereina |

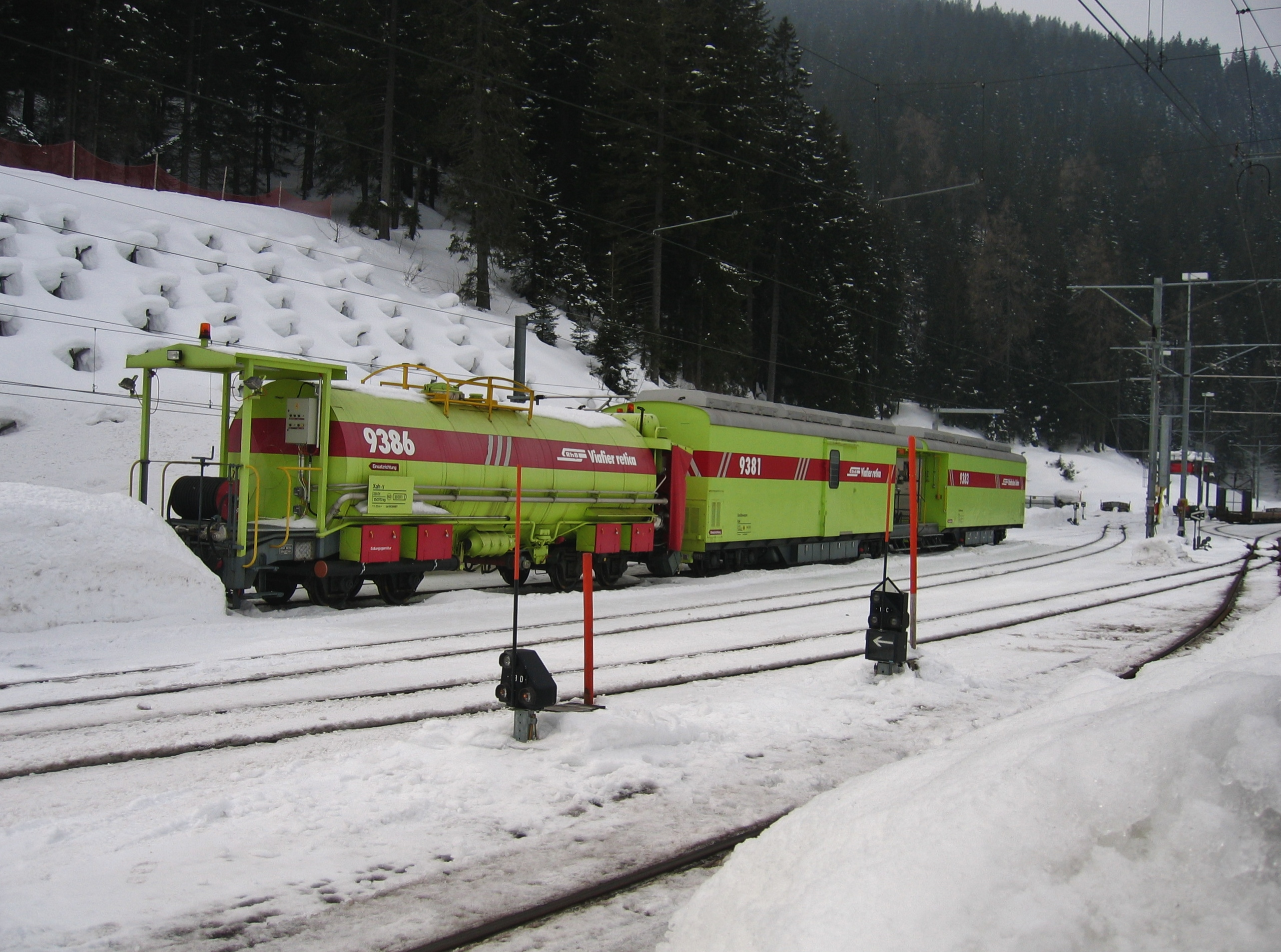
Un TES de 1999 des Rhb à Klosters-Selfranga en 2006 : véhicule d'extinction (Xah-v), véhicule matériel (Xak) et véhicule sanitaire (Xak)
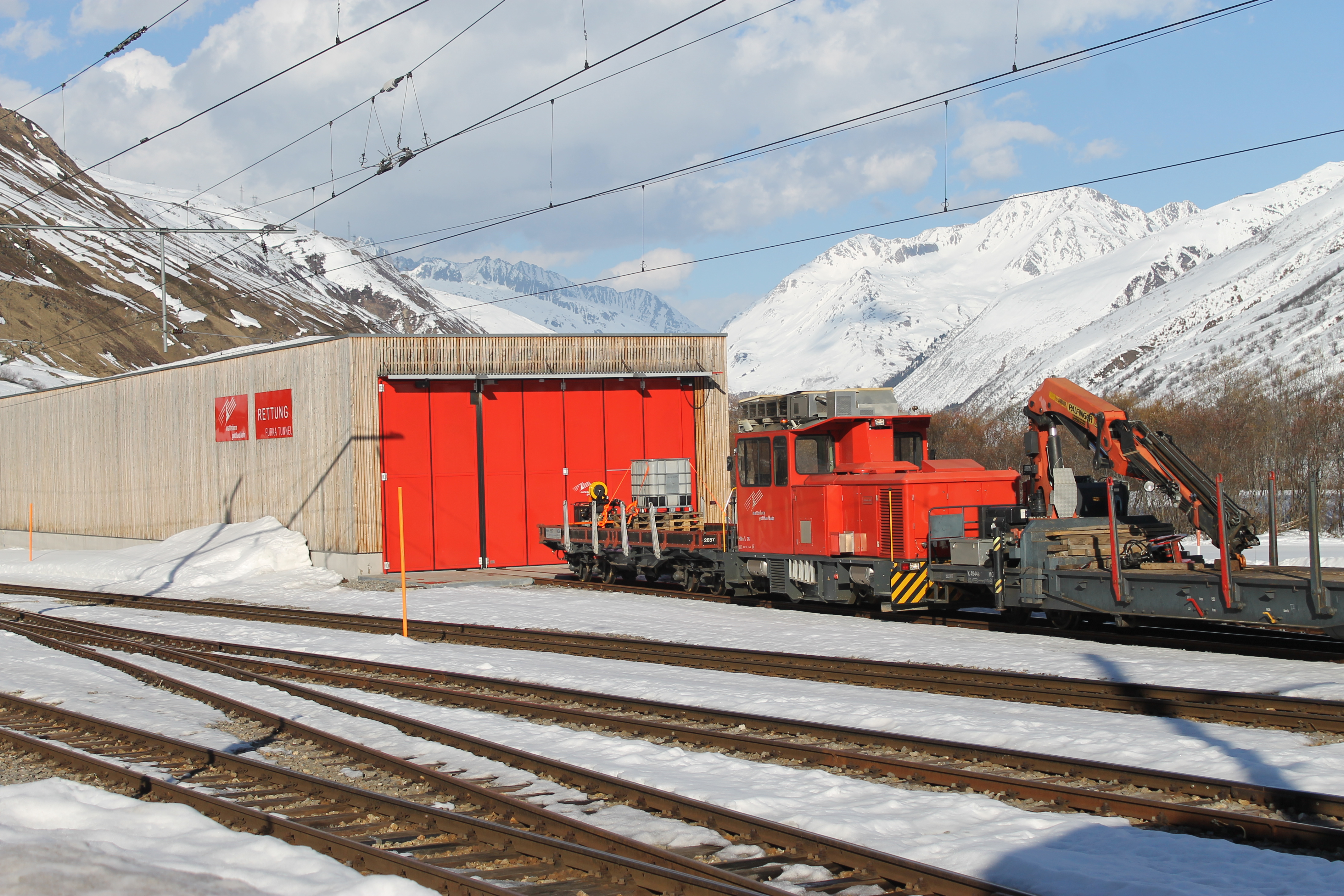
Le hangar du service de sauvetage du tunnel de base de la Furka (Rettung Furka Tunnel )[26] à Realp en 2017

### Anciens sites d'attaches des trains
| Lieu                        | Années d'implantation | Types de train                                                | Site de remplacement | Images | Remarques |
| --------------------------- | --------------------- | ------------------------------------------------------------- | -------------------- | ------ | --- |
| Airolo                      | Mai 2003 - 2017       | TES 96 (→ 2013)                                               | -                    |        | notamment pour le tunnel du Saint-Gothard (intervention sud) |
| Bellinzone                  | - novembre 2015       | TES 08 TES 76                                                 | Biasca               |        | Déplacé en vue de l'ouverture du tunnel de base du Saint-Gothard |
| Buchs SG                    |                       | TES 76 ex-Zürich                                              |                      |        | |
| Delémont                    |                       | TES 76 (→ 2009)                                               |                      |        | |
| Chiasso                     | - 2019                | TES ? (2016 - 2019) TES 76 ( - 2016) ex-Göschenen             | Melide               |        | garde milicienne, équipée d'un wagon-extincteur et d'un wagon plat pour le transbordement de véhicules avec, au besoin, une locomotive diesel. Déplacé en vue de l'ouverture du tunnel de base du Ceneri |
| Göschenen                   | 196?                  | TES 96 TES 76 TES 64 (1967 - 1976?)                           | Erstfeld             |        | Tunnel du Gothard |
| Lausanne                    | 1976?                 | TES 08 Lausanne (2009 - 2021) TES 96 (1996? - 03.2009) TES 76 | Renens               |        | Déplacé à Renens (quai 67) en mars 2021 afin de faire place au pôle muséal Plateforme 10. |
| Lucerne                     | → 2005                | TES 76 TES 64 (1976? - 1996)                                  |                      |        | |
| Rorschach                   | → 2005                | TES 76                                                        |                      |        | |
| Spiez                       | 1979 - juin 2007      | TES 04 (BLS) (de) (2004 - 2007) TES 76 (1979 - 2004)          | Frutigen             |        | BLS, notamment pour le tunnel du Lötschberg |
| Zurich-Limmattal (Dietikon) | 2004? → 2007          | TES 76                                                        |                      |        | Pompiers de milice |